# Důl Václav (Krbice)
Důl Václav (též Rafaeli) je zaniklý hnědouhelný důl u obce Spořice v okrese Chomutov. Důl se nacházel asi jeden kilometr severovýchodně od zaniklé vesnice Krbice. V provozu byl v letech 1901–1960 a za dobu jeho existence se v něm vytěžilo asi 4,5 miliónu tun uhlí. Po ukončení provozu se dolové pole stalo součástí povrchového lomu Nástup.

## Historie
Na přelomu let 1900 a 1901 založila skupina čtyř majitelů, které zastupoval drážďanský horní rada Wenzel Poech, asi jeden kilometr severovýchodně od Krbic důl Rafaeli. Pod tímto názvem fungoval až do 28. září 1946, kdy byl přejmenován na důl Václav. 
V letech 1916–1921 podíly jednotlivých majitelů skoupila společnost Poldina huť. Firma byla v roce 1946 znárodněna a v lednu 1946 se stala součástí národního podniku Spojené ocelárny, n. p. Kladno.  V roce 1951 se podnik přejmenoval na Závod Julia Fučíka Chomutov. Od 1. ledna 1952 se chomutovský závod osamostatnil jako národní podnik, který byl roku 1958 začleněn do Válcoven trub Chomutov.
Důl po celou dobu tvořil součást podniku, ale od 1. ledna 1952 byl organizačně začleněn ke správě dolu Ludmila, který společnosti také patřil. Během následujících let bylo rozhodnuto o rozšíření povrchové těžby uhlí, a protože se důl Václav nacházel v dotčené oblasti, byl 31. března 1960 uzavřen.
Po druhé světové válce se v dole pracovalo jen při ranních částečně odpoledních směnách. Důvodem byla nedostatečná kapacita koupelen a lampárny. Denní produkce uhlí v té době dosahovala okolo 500 tun. Nejproduktivnějším rokem byl rok 1955, kdy se vytěžilo 206 325 tun uhlí. Celkem se v dole Václav mezi lety 1913 a 1959 vytěžilo přibližně 4 394 000 tun.

## Přírodní poměry
Důl Václav stával v katastrálním území Krbice. Okolní krajina je součástí Mostecké pánve, konkrétně jejího podcelku Chomutovsko-teplická pánev a okrsku Březenská pánev. Geologické prostředí zde tvořily neogenní písky, štěrky a jíly s podřadně uloženými uhelnými slojemi, které byly odtěženy povrchovým lomem Nástup.
| Rok  | Tuny    |
| ---- | ------- |
| 1913 | 56 174  |
| 1915 | 52 505  |
| 1920 | 82 849  |
| 1925 | 46 199  |
| 1930 | 69 514  |
| 1935 | 85 872  |
| 1940 | 128 581 |
| 1945 | 115 570 |
| 1950 | 150 990 |
| 1955 | 206 325 |
| 1959 | 119 419 |

Mocnost hlavní uhelné sloje se pohybovala od šesti do deseti metrů a v její spodní části se vyskytovalo méně kvalitní uhlí. Průměrná výhřevnost zdejšího uhlí se pohybovala okolo 3900 kilokalorií. V lokalitě bývala ještě druhá, tzv. Martinská sloj s mocností pět metrů. Nacházela se pod hlavní slojí, od které ji oddělovala šest metrů mocná vrstva jílů. Uhlí z Martinské sloje se těžilo v letech 1920–1929, ale nižší kvalita uhlí a průval vody vedly k jejímu opuštění.

## Těžba
Těžní jáma, hluboká sto metrů, byla dokončena roku 1901. Důl měl nejprve jednu větrnou jámu hlubokou 64 metrů, ale později přibyla druhá s hloubkou 91 metrů. Dopravu uhlí na povrch zajišťoval nejprve parní stroj, který byl roku 1958 (nebo 1938) nahrazen elektrickým pohonem. Vytěžené uhlí se po většinu doby dopravovalo po úzkorozchodné trati do Horní Vsi, kde se překládalo na 800 metrů dlouhou vlečku s normálním rozchodem kolejí, po které se převáželo do chomutovského závodu Poldiny huti. Teprve v roce 1942 vlečku nahradila 3,2 kilometru dlouhá lanovka přímo do závodu.
Hlavní metodou těžby bylo až do konce druhé světové války ruční komorování na zával na plnou mocnost. Ruční práce byla do roku 1949 opouštěna a postupně ji nahrazovalo pruhové dobývání.